# أيفان بيتكوف سفتيكوف
أيفان بيتكوف سفتيكوف (بالبلغارية: Иван Петков)‏ (22 يناير 1985 بفيليكو ترنوفو في بلغاريا - ) هو لاعب كرة قدم بلغاري في مركز الهجوم. لعب مع نادي سبارتاك فارنا وFC Kaliakra Kavarna ‏ وSFC Etar Veliko Tarnovo ‏ وFC Zagorets Nova Zagora ‏.

## وصلات خارجية
- أيفان بيتكوف سفتيكوف على موقع قاعدة بيانات كرة القدم.إي يو (الإنجليزية)
- أيفان بيتكوف سفتيكوف على موقع Soccerway.com (الإنجليزية)